# 7.ª División Antiaérea
El 7.ª División Antiaérea (7. Flak-Division) fue una unidad militar de la Luftwaffe durante la Segunda Guerra Mundial.

## Historia
Formada el 1 de septiembre de 1941 en Colonia desde el 7.º Comando de Defensa Aérea. El 31 de diciembre de 1941, la división cuenta con 38 baterías pesadas, 23 baterías ligeras/Medias y 18 baterías de proyectores. Hasta 1943, la división también se le ha asignado el área de Bonn. El 13 de enero de 1943 tenía una fuerza de 53 baterías pesadas, 36 baterías ligeras/Medias y 4 baterías de barreras. El 19 de enero de 1944 la fuerza era de 57 baterías pesadas??, 22 baterías ligeras/Medias, 23 baterías de proyectores, 3 baterías de barreras y 4 Compañías de Nieblas. El 120.º Regimiento Antiaéreo (o) (Grupo Antiaéreo de Wuppertal) deja la división en marzo de 1944. El 84.º Regimiento de Proyectores Antiaéreo (o) (Grupo de Proyectores Antiaéreo de Colonia) fue remplazado por el 113.º Regimiento de Proyectores Antiaéreo en marzo de 1944. El 112.º Regimiento Antiaéreo se une a la división en abril de 1944, pero nuevamente deja la división en julio de 1944; El 47.º Regimiento Antiaéreo (o) (Grupo Antiaéreo Leverkusen) deja la división en junio de 1944. El 7 de julio de 1944 hubo otro cambio mando de la división. Fue reemplazado el General Heinrich Burchard por el Mayor general Alfred Erhard hasta su muerte el 17 de abril de 1945. En septiembre de 1944, se retiró de la zona de Aquisgrán de la zona de división y fue debido a la convergencia de las tropas terrestres estadounidenses, el III Cuerpo Antiaéreo. El 514.º Batallón Pesado Antiaéreo (o) (Grupo Antiaéreo Aquisgrán) deja la división en septiembre de 1944. El 21 de diciembre de 1944, la división tenía una fuerza de 59 baterías pesados, 29 baterías ligeras/Medias, 10 baterías de proyectores y 1 Compañía Niebla. El 23 de febrero de 1945 la división es subordinada por el III Cuerpo Antiaéreo. La división cooperó con el 5.º Ejército Panzer. En febrero de 1945 en Mönchen-Gladbach y el 1 de marzo de 1945 en Herborn. El 23 de febrero de 1945 controlaba las siguientes baterías: 99 pesadas Antiaéreas, 56 ligeras/Medias Antiaéreas, 34 Proyectores y 1 de Barrera, además de 7 Compañías de Nieblas. El puesto de mando de la división se trasladó en 1945 desde Colonia a Herkenrath. A finales de marzo de 1945, las fuerzas Antiaéreas en Erdei son establecidas en la Colonia y Düsseldorf, en cuyo caso estaba en Colonia con 47 baterías pesadas, 43 baterías ligeras/Medias y en Dusseldorf con 23 baterías pesadas, 22 baterías ligeras/Medias. El Mayor general Alfred Erhard podía escaparse y fue designado todavía el 14 de abril de 1945 el comandante general del III Cuerpo Antiaéreo. La división subordina a la 1.ª Brigada Antiaérea en las batallas encarnizadas en el área de Düsseldorf. El 17 de abril de 1945 participó en la batalla en el área de Ratingen en la Bolsa del Ruhr. En el curso de este día el comandante divisional Mayor general Alfred Erhard escogió su suicidio. Los últimos restos de la división perduró hasta el 21 de abril de 1945, al final de la Bolsa del Ruhr, tras la victoria de EE. UU. Destruida en abril de 1945.

## Comandantes
- General Heinrich Burchard - (1 de septiembre de 1941 - 13 de febrero de 1942)
- Teniente General Rudolf Eibenstein - (21 de febrero de 1942 - 28 de febrero de 1943)
- General Heinrich Burchard - (1 de marzo de 1943 - 9 de julio de 1944)
- Mayor general Alfred Erhard - (1 de agosto de 1944 - 17 de abril de 1945)

### Jefes de Operaciones (Ia)
- Mayor Reuter - (? - ?)
- Mayor Götze - (? - julio de 1944)
- Capitán Heinz Schmidt - (3 de agosto de 1944 - noviembre de 1944)
- Capitán Richard Holzwarth - (noviembre de 1944(?) - mayo de 1945)

## Orden de batalla
Organización del 1 de septiembre de 1941:
- 14.º Regimiento Antiaéreo (o) (Grupo Antiaéreo de Colonia)
- 47.º Regimiento Antiaéreo (o) (Grupo Antiaéreo Leverkusen)
- 144.º Regimiento Antiaéreo (Grupo Antiaéreo Brühl)
- 84.º Regimiento de Proyectores Antiaéreo (o) (Grupo de Proyectores Antiaéreo de Colonia)
- 127.º Batallón Aéreo de Comunicaciones

Organización del 1 de noviembre de 1943:
- 14.º Regimiento Antiaéreo (o) (Grupo Antiaéreo Colonia)
- 47.º Regimiento Antiaéreo (o) (Grupo Antiaéreo Leverkusen)
- 120.º Regimiento Antiaéreo (o) (Grupo Antiaéreo Wuppertal)
- 144.º Regimiento Antiaéreo (Grupo Antiaéreo Brühl)
- Regimiento Antiaéreo z.b.V. (Grupo Antiaéreo de Aquisgrán) [Stab/514.º Batallón Pesado Antiaéreo (o)]
- 84.º Regimiento de Proyectores Antiaéreo (o) (Grupo de Proyectores Antiaéreo de Colonia)
- 127.º Batallón Aéreo de Comunicaciones

Organización del 1 de agosto de 1944:
- 14.º Regimiento Antiaéreo (o) (Grupo Antiaéreo de Colonia)
- 113.º Regimiento de Proyectores Antiaéreo (o) (Grupo de Proyectores Antiaéreo de Colonia)
- 144.º Regimiento Antiaéreo (Grupo Antiaéreo Brühl)
- 514.º Batallón Pesado Antiaéreo (o) (Grupo Antiaéreo de Aquisgrán)
- VI./3.ª Batería de Transporte Antiaéreo
- XI./19.ª Batería de Transporte Antiaéreo
- IV./127.ª Batería de Transporte Antiaéreo
- 127.º Batallón Aéreo de Comunicaciones

## Subordinado
| -                     | VI Comando Administrativo Aéreo |
| 23 de febrero de 1945 | III Cuerpo Antiaéreo            |